# Эклассан
Экласса́н (фр. и окс. Eclassan) — коммуна во Франции, находится в регионе Рона — Альпы. Департамент коммуны — Ардеш. Входит в состав кантона Турнон-сюр-Рон. Округ коммуны — Турнон-сюр-Рон.
Код INSEE коммуны — 07084.
Коммуна расположена приблизительно в 450 км к юго-востоку от Парижа, в 70 км южнее Лиона, в 50 км к северу от Прива.

## Население
Население коммуны на 2008 год составляло 864 человека.
| 1962 | 1968 | 1975 | 1982 | 1990 | 1999 | 2008 |
| ---- | ---- | ---- | ---- | ---- | ---- | ---- |
| 528  | 598  | 533  | 573  | 633  | 702  | 864  |

## Экономика
В 2007 году среди 527 человек в трудоспособном возрасте (15—64 лет) 390 были экономически активными, 137 — неактивными (показатель активности — 74,0 %, в 1999 году было 68,8 %). Из 390 активных работали 353 человека (207 мужчин и 146 женщин), безработных было 37 (14 мужчин и 23 женщины). Среди 137 неактивных 34 человека были учениками или студентами, 51 — пенсионерами, 52 были неактивными по другим причинам.